# Voldsfjorden
Voldsfjorden ou Voldafjorden est un fjord de la municipalité de Volda, dans le comté de Møre og Romsdal, en Norvège. Le fjord de 18 km de long commence au confluent de l'Austefjorden et du Kilsfjorden.
Le Voldsfjorden atteint une profondeur maximale de 697 m sous le niveau de la mer, ce qui en fait le fjord le plus profond dans tout le Sunnmøre. Le fjord coupe le continent norvégien et est entouré par les montagnes Sunnmørsalpene. Le Dalsfjorden bifurque sur le Voldsfjorden juste au sud du village de Lauvstad.
La principale zone urbaine le long du fjord est le village de Volda, situé du côté est du fjord. La route européenne E39 longe la rive d'une partie du fjord. Le fjord est traversé par deux ferries allant de Lauvstad à Volda et de Folkestad à Volda.